# Тереховка (Солнцевский район)
Тереховка — деревня в Солнцевском районе Курской области России. Входит в состав Старолещинского сельсовета.

## География
Деревня находится на юго-востоке центральной части Курской области, в лесостепной зоне, на правом берегу реки Лещинки, на расстоянии примерно 17 километров (по прямой) к северо-востоку от Солнцева, административного центра района. Абсолютная высота — 191 метр над уровнем моря.
Климат
Климат характеризуется как умеренно континентальный. Среднегодовая температура составляет 5,3 °C. Средняя температура воздуха самого тёплого месяца (июля) — 19,4 °C (абсолютный максимум — 40 °C); самого холодного (января) — −9 °C (абсолютный минимум — −35 °C). Безморозный период длится около 150 дней в году. Среднегодовое количество атмосферных осадков составляет 530 мм, из которых около 300 мм выпадает в период с апреля по октябрь. Снежный покров образуется в первой декаде декабря и держится в течение 110—120 дней.
Часовой пояс
Деревня Тереховка, как и вся Курская область, находится в часовой зоне МСК (московское время). Смещение применяемого времени относительно UTC составляет +3:00.

## Население
| 2002 | 2010 |
| ---- | ---- |
| 70   | ↘57  |

Половой состав
По данным Всероссийской переписи населения 2010 года в половой структуре населения мужчины составляли 40,4 %, женщины — соответственно 59,6 %.
Национальный состав
Согласно результатам переписи 2002 года, в национальной структуре населения русские составляли 96 % из 70 чел.